# Martiša Ves
Martiša Ves – wieś w Chorwacji, w żupanii krapińsko-zagorskiej, w mieście Pregrada. W 2011 roku liczyła 19 mieszkańców.